# Max Gebhard (Musiker)
Max Gebhard (* 28. März 1896 in Dinkelsbühl; † 1978 ebenda) war ein in Franken und Schwaben tätiger Kirchenmusiker, Komponist und Musikpädagoge.

## Leben
Gebhard war in der Zeit des Nationalsozialismus von 1934 bis 1945 Direktor des Konservatoriums Nürnberg. Anlässlich des Reichsparteitags 1934 schrieb er im Auftrag der Stadt für den Empfang des Führers eine Festliche Hymne für gemischten Chor, Knabenchor und Orchester, das er selbst im althistorischen Rathaussaal dirigierte. Am 18. Oktober 1939 beantragte er die Aufnahme in die NSDAP und wurde zum 1. Februar 1940 aufgenommen (Mitgliedsnummer 7.495.565).
Nach Ende des Zweiten Weltkriegs war er einige Jahre als freiberuflicher Musiker tätig, von 1949 bis zu seiner Pensionierung 1961 dann wieder am Nürnberger Konservatorium.
Seine jüngeren Brüder Hans und Ludwig waren ebenfalls Musiker. Die Gebrüder-Gebhard-Schule in Dinkelsbühl ist nach ihnen benannt.

## Kompositionen (Auswahl)
- Deutschland: Nie wird das Reich verderben, 1936
- Ewiges Deutschland, 1937
- Du mußt an Deutschland glauben,  1944
- Kantate „Herr, schicke, was du wilt“